# 川村智花
川村 智花（かわむら ちか、1982年5月19日 - ）は、日本の元AV女優。

## 人物
- 趣味 : ウィンドウショッピング

## 略歴
- 2002年3月に『乳感』でアリスJAPANよりAVデビュー。
- 2002年7月に『ビージーン 16』で桃太郎映像出版よりセルデビュー。
- 2003年に引退。

## 出演

### アダルトビデオ
2002年
- 乳感（3月29日、アリスJAPAN）
- 乳乙女（4月26日、アリスJAPAN）
- ビージーン 16（7月19日、桃太郎映像出版）
- 超-股間のアングル（8月1日、ワンズファクトリー）
- Angel （8月8日、アイデアポケット）
- 僕だけの巨乳ママ 2（8月9日、ワープエンタテインメント）
- GOLDEN LUCKY !!01（8月21日、ドリームチケット）他出演:桃井望、安来めぐ
- 超-巨乳のアングル（9月1日、ワンズファクトリー）
- 濡れ乳パラダイス（9月6日、ワープエンタテインメント）
- ぷるぷるちゃんねる 4 オッパイロケットGO!（9月15日、MOODYZ）
- THE巨乳秘書（9月19日、ドリームチケット）他出演:山口玲子、湯川えり
- Miss ボイン!!（10月3日、ドリームチケット）他出演:星野流宇、雛乃つばめ
- バーチャルサウンドSEX（12月6日、ダッシュ（ハンドメイドビジョン））

2003年
- 巨乳テロリスト（1月10日、SODクリエイト）
- 濡れてスケスケ（2月1日、バニーズバニー）
- 女優-拘束マニア（2月10日、ワンズファクトリー）
- 僕だけの女教師ペット（2月20日、SODクリエイト）

2009年
- 拘束爆乳激モミ乳嬲り4時間（4月1日、ワンズファクトリー）他出演:小坂めぐる、辻さき、妃乃ひかり、風間ゆみ、蜜井とわ、桜井麻美（小向杏奈）、黒沢ゆう、@YOU、小川音子、南野みるく（福沢あや）

### オリジナルビデオ
- くノ一忍法伝 天使と悪魔（2002年6月21日、エンゲル）共演:柘植美奈子、重安美紀、谷口高史、池田勝志